# Wolfram Petri

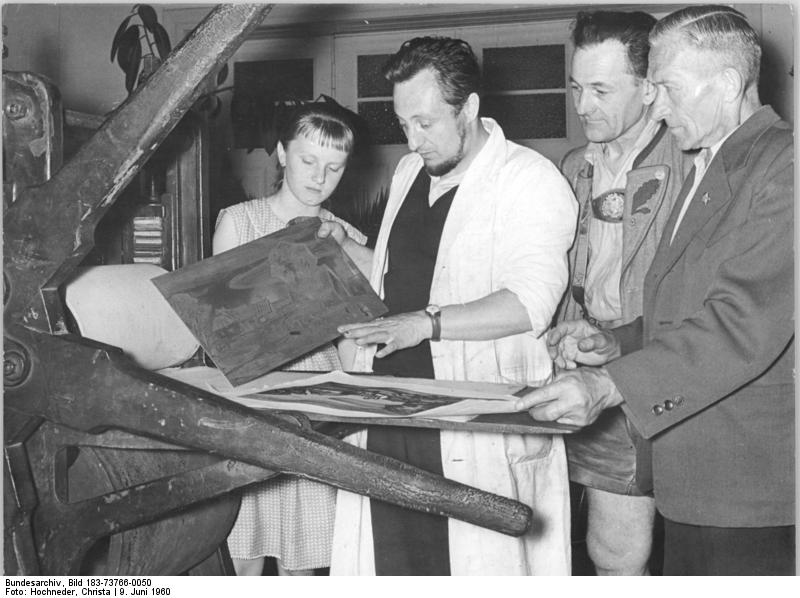
Wolfram Petri, Kunstausstellung bei den Arbeiterfestspielen, 1960

Wolfram Petri (* 10. Februar 1925 in Klötze, Altmark; † 25. April 1985 in Berlin) war ein deutscher Maler und Grafiker. Er war Mitglied im Verband Bildender Künstler der DDR (VBK).

## Leben

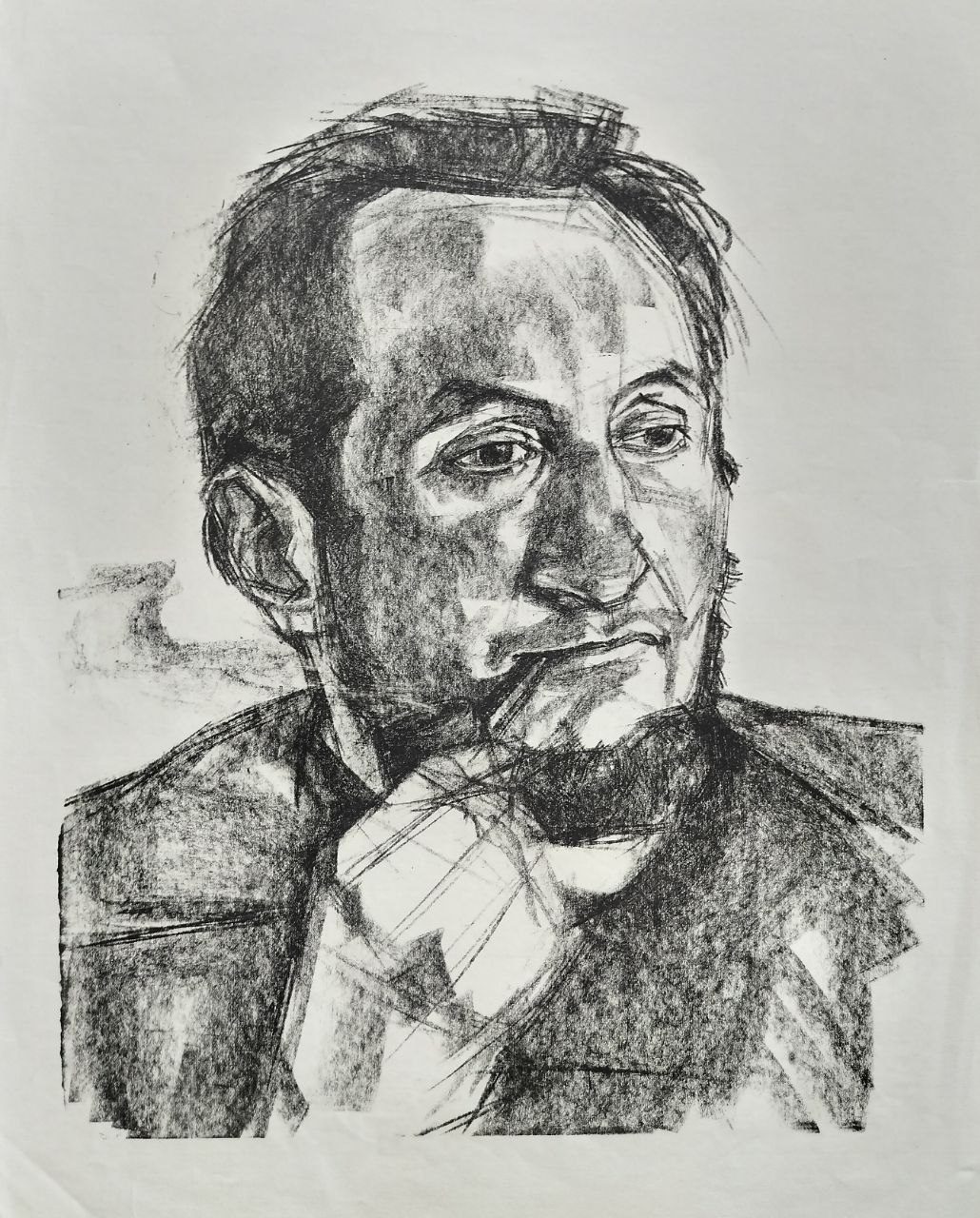
Selbstbildnis Wolfram Petri, Radierung Aquatinta

Wolfram Petri wurde 1925 als Sohn eines Försters und einer Bankkauffrau geboren. Bis zu seinem 17. Lebensjahr wuchs er im Wald unter Förstern und Jägern in Osterwieck (Harz) auf und besuchte Grund- und Mittelschule. Schon während seiner Kinderjahre entwickelte er eine Liebe zur Natur und Landschaft. Sein Interesse galt unter anderem der Biologie, Geologie und Heimatgeschichte, weshalb er sich bereits als Jugendlicher ehrenamtlich als Bodendenkmalpfleger betätigte.
1941 begann Petri eine Forstlehre. Ab 1942 diente er als Soldat im Zweiten Weltkrieg und wurde schwer verwundet, was ihn vorübergehend kriegsdienstuntauglich machte. Während seiner Rekonvaleszenz studierte er in Prag Zeichnen und Malen. Nach einem weiteren Fronteinsatz geriet er bis 1947 in sowjetische Kriegsgefangenschaft und arbeitete in Gorki in einer Künstlerbrigade.
Nach seiner Rückkehr nach Osterwieck 1947 arbeitete er als freischaffender Maler und heiratete 1948. Aus dieser Ehe gingen vier Kinder hervor.
1949 zog er nach Berlin, wo er zunächst als Junglehrer tätig war. Von 1951 bis 1953 lehrte er an der Pädagogischen Fachschule in Berlin und unterrichtete zudem an der Volkshochschule.
In den Jahren 1952 bis 1953 hielt er als Dozent an der Pädagogischen Fachschule außerdem Vorträge wie „Auf den Spuren der Vorzeit“, „Ausgrabungen aus der Steinzeit“ und „Osterwieck-Harz – Eine Perle der niedersächsischen Fachwerkbaukunst“.
1953 wurde Petri Redakteur der Zeitschrift Kunsterziehung und war später als geschäftsführender Redakteur tätig. In verschiedenen Zeitschriften veröffentlichte er Artikel zu Problemen der künstlerischen Praxis. 1959 begann er seine freischaffende Tätigkeit als Leiter der Werkausstellungen für Grafik am Institut für Bildende Kunst Berlin.
Während dieser Zeit prägten ihn neben Erich Drescher auch seine Lehrer Fritz Dähn und Herbert Tucholski.
Er war Mitglied im Verband Bildender Künstler der DDR (VBK), was durch einen Mitgliedsausweis und eine persönliche Glückwunschkarte des damaligen Präsidenten Willi Sitte belegt ist.

## Künstlerisches Schaffen

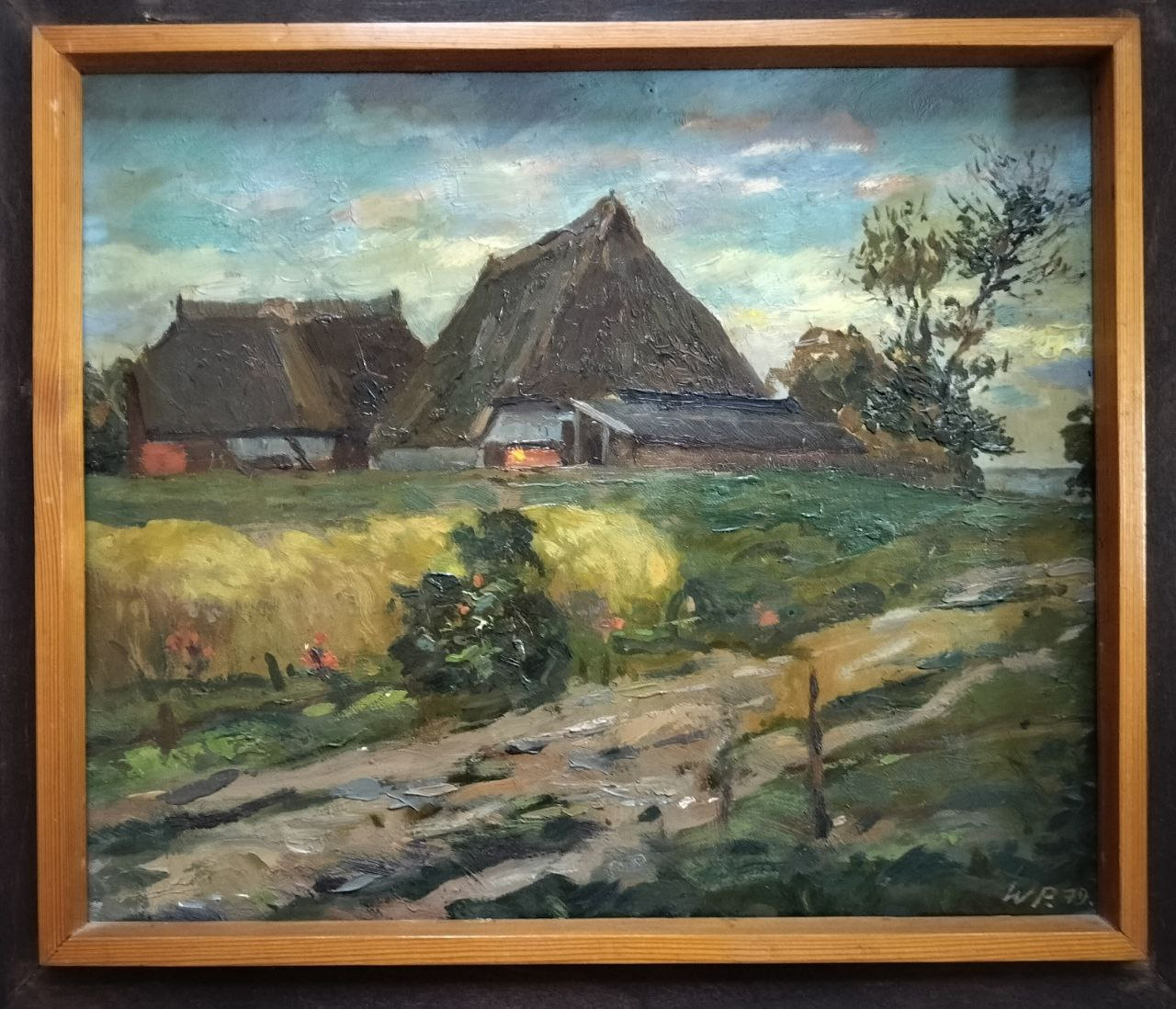
Fischerhütten Hiddensee, Öl auf Leinwand 1979

Petri fertigte zahlreiche Radierungen, vor allem Aquatinta, und stellte seine Werke in insgesamt zwölf Städten der DDR aus. Von 1962 an arbeitete er für die Kupferdruckerei und den Kunstverlag Wilhelm Lindner, wo er historische Städteansichten und Schiffsdarstellungen nach historischen Vorlagen als Radierungen anfertigte.
Von 1964 bis 1983 gründete und leitete er die AG Email im Pionierpark Ernst Thälmann. Er war als Autor und Illustrator für verschiedene Verlage tätig, darunter der Verlag Junge Welt, der Urania Verlag, der Verlag für die Frau, der Verlag E. A. Seemann und der Kunstverlag W. Lindner.
In den Jahren 1962 bis 1969 war Petri nebenamtlicher Dozent an der Fachschule für Angewandte Kunst in Schneeberg. Ab 1970 unterrichtete er an der Medizinischen Bezirksakademie angehende Arbeitstherapeuten. Von 1973 bis zu seinem Tod 1985 leitete Petri die Druckwerkstatt im Studio „Otto Nagel“ und arbeitete weiterhin als freischaffender Künstler.

## Ausstellungen (Auswahl)
- 1961: Güstrow
- 1961, 1969: Köpenick
- 1973, 1975, 1979:[11] Kleine Volkskunstgalerie, Studio „Otto Nagel“
- 1984: „15 Jahre Druckwerkstatt im Studio Otto Nagel“
- 1985 (posthum): Radierungen, Studio Otto Nagel
- 1965–1985: Ausstellungsgestaltung der Galerie der Freundschaft im Kunstgewerbemuseum Schloss Köpenick
- 1960–1985: Teilnahme an insgesamt 22 internationalen Ausstellungen, u. a. in Kambodscha und Ghana[5]
- Gestaltung von vier Bezirks- und sieben Kreisausstellungen sowie einer Internationalen Ausstellung („Mit Kinderaugen gesehen“)[5]
- 1985 (posthum): Märkische Landschafts-Grafik von Wolfram Petri in Rheinsberg[5]

## Werke (Auswahl)

### Grafische Werke

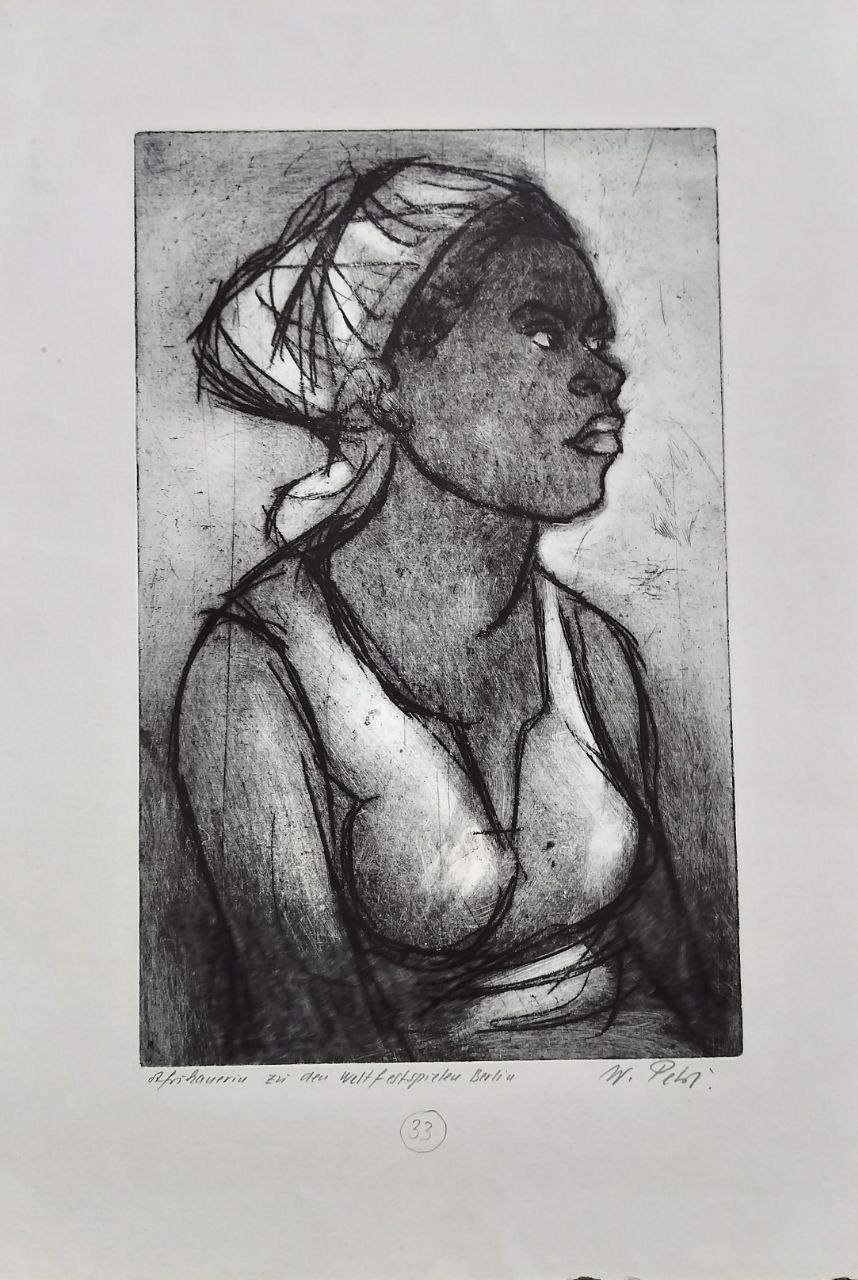
Afrikanerin Weltfestspiele, Radierung Aquatinta, 1973

- 1960: Köpenick, Heidemühle – Radierung/Aquatinta
- 1961: Alt Köpenick – Radierung/Aquatinta
- 1965: Blick von der Treskowbrücke – Radierung/Aquatinta
- 1977: Am Ostbahnhof – Radierung/Aquatinta
- 1978: Berlin Fischerkiez – Radierung/Aquatinta
- 1980: Allendeviertel – Radierung/Aquatinta
- 1982: Colbestraße – Radierung/Aquatinta
- 1980: Wald – Kaltnadel
- 1983: Märkischer See – Radierung/Aquatinta

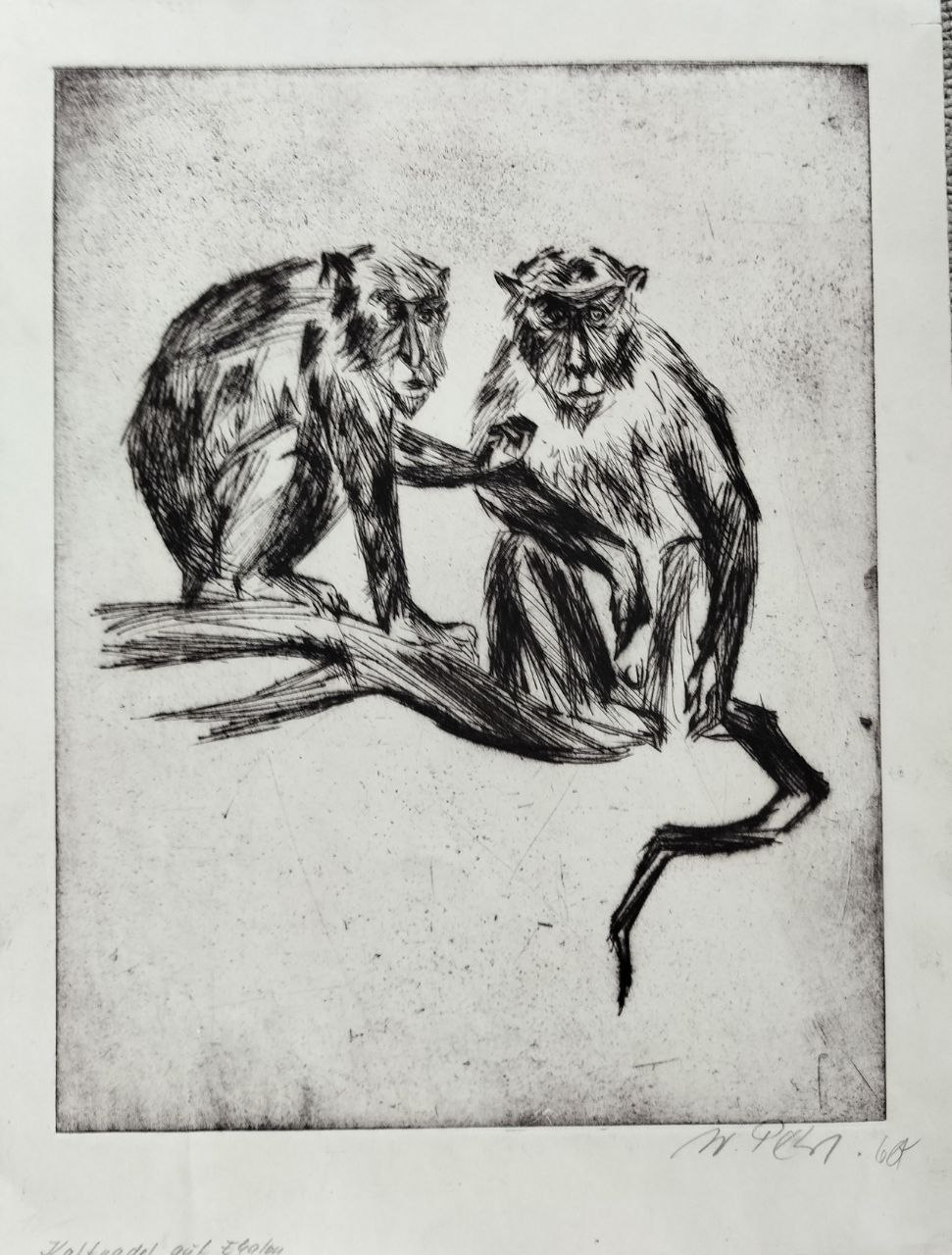
Affen Tierpark Berlin, Kaltnadelradierung, 1960

### Malerei
- 1972: Blick zur Schneekoppe (Öl)
- 1978: Sonnenblumen (Öl)
- 1979: Fischerhäuser (Öl)
- 1978: Hiddensee, steiniger Strand (Aquarell)
- 1982: Stillleben mit Osterglocken (Öl)

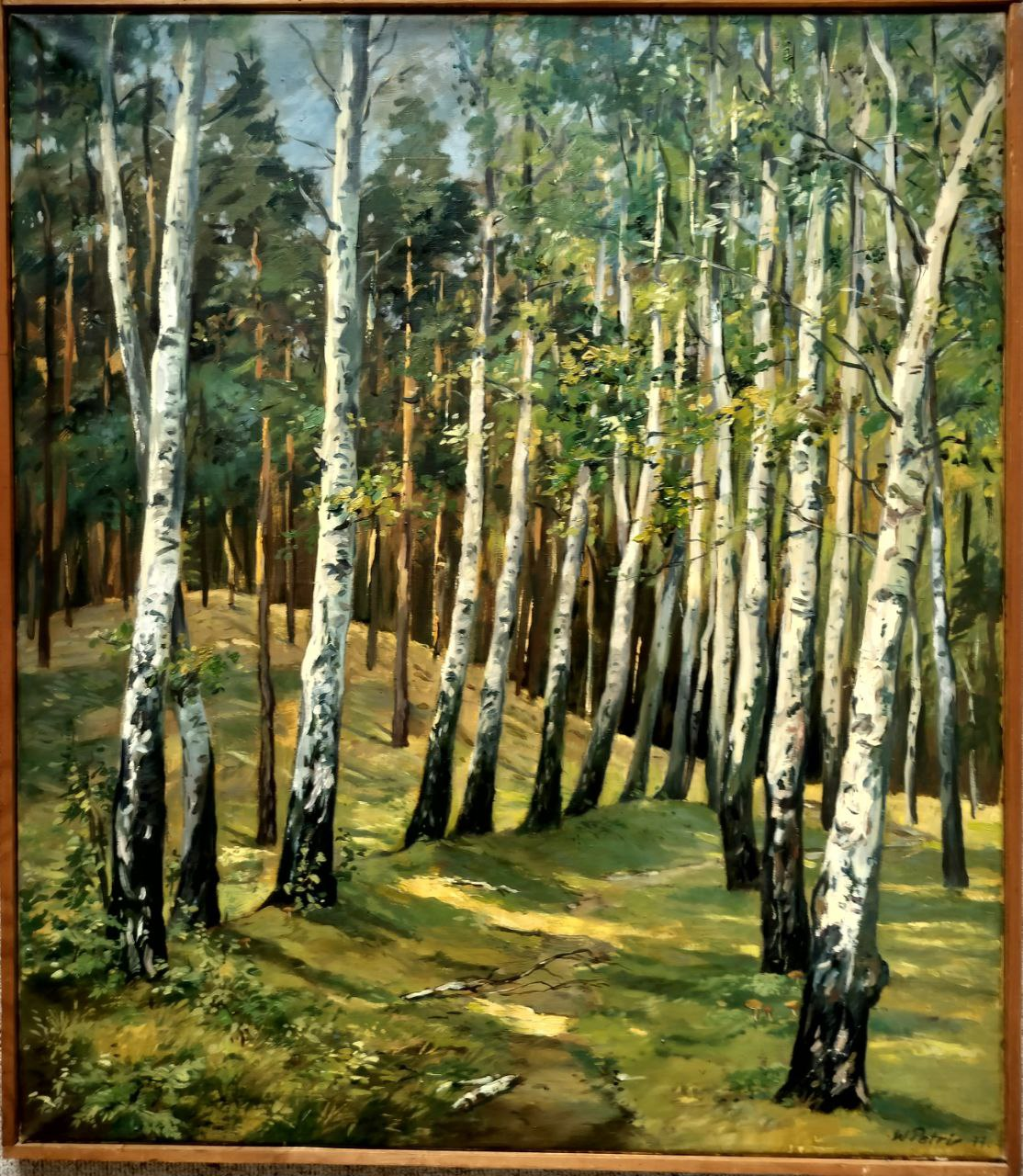
Birkenweg Seddinsee, Öl auf Leinwand, 1977

- 1982: Birkenwald (Öl)

## Auszeichnungen (Auswahl)
- 1970: Artur-Becker-Medaille in Silber (FDJ)
- 1972–1979: Titel „Ausgezeichnete AG“ des Pionierparks Ernst Thälmann
- 1979: Titel „Hervorragendes Volkskunstkollektiv“
- 1973: Sonderpreis der FDJ-Bezirksleitung und der Gesellschaft für Deutsch-Sowjetische Freundschaft (DSF)
- 1974, 1978: Sonderpreis der Bezirksschulrätin H. Otto
- 1979: Preis der SED-Kreisleitung

## Veröffentlichungen (Auswahl)
- 1958: Artikel über Fritz Cremer, Otto Nagel und Gustav Seitz
- 1970: Artikel in der Zeitschrift Kunsterziehung, Nr. 12
- 1974: Artikel in der Zeitschrift Bildnerisches Volksschaffen, Nr. 5
- 1974, 1975: Artikel mit Bild und Text in der Berliner Zeitung
- 1961: Emailarbeiten – eine Praktische Anleitung. E. A. Seemann, Leipzig (4. Aufl. 1987, ISBN 3-363-00083-9).
- 1971: Metalltreibarbeiten – eine Praktische Anleitung. E. A. Seemann, Leipzig, OCLC 248297219 (3. Aufl. 1982).
- 1977: Metall- und Emailarbeiten in der Arbeitstherapie. Institut für Weiterbildung mittlerer medizinischer Fachkräfte, Potsdam, DNB 800882180 (überarbeitete Aufl. 1988).
- 1968: Schöne Dinge selbst gestaltet (Urania Verlag Leipzig, Jena, Berlin, 3. Auflage, VLN 212-475/37/68)
- 1982, 1983: Grafikserie in der Zeitschrift Für Dich

Darüber hinaus veröffentlichte Petri über 200 Textbeiträge in Zeitschriften und Büchern zu künstlerischen Themen.